# Rhamnus glandulosa
Rhamnus glandulosa,   sanguinero,  es una especie de planta con flor en la familia Rhamnaceae.  Se la halla endémicamente en Portugal: isla de Madeira y en España: islas Canarias. Está amenazada por pérdida de hábitat. 

## Descripción
Es un árbol de hasta 12 m, hojas ovales, aserradas, de 7 cm de largo, con glándulas prominentes en las axilas de las nervaduras.

## Taxonomía
Rhamnus glandulosa fue descrita por William Aiton y publicado en Hortus Kew. (W. Aiton) 1: 265. 1789 
Citología
Número de cromosomas de Frangula alnus (Fam. Rhamnaceae) y táxones infraespecíficos: 
2n=20
Etimología;
Rhamnus: procede del griego rhamnos, que es el nombre de ciertos arbustos espinosos. 
glandulosa: epíteto latino que hace referencia a que la planta está provista de glándulas en las hojas.

## Fuente
1. ↑  Rhamnus glandulosa en Trópicos
2. ↑  Números cromosómicos para la flora española, 504-515. González Zapatero, M. A., J. A. Elena- Rosselló & F. Navarro Andrés (1988) Lagascalia 15(1): 112-119
3. ↑  Rhamnus glandulosa en PlantList/